# De tranen van de blinde
De tranen van de blinde is een hoorspel van René de Obaldia. Les larmes de l’aveugle dateert van 1964 en werd op 12 oktober 1964 onder de titel Die Tränen des Blinden door de Hessischer Rundfunk uitgezonden. Wim Gijsen vertaalde het en de NCRV zond het uit op vrijdag 1 maart 1968. De regisseur was Ab van Eyk. De uitzending duurde 45 minuten.

## Rolbezetting
- Hans Veerman (de blinde)
- Frans Somers (de professor & dokter)
- Hans Karsenbarg (de jonge soldaat)
- Floor Koen (de krantenverkoper)
- Tine Medema (een straatwijf)
- Jan Borkus (de vaderlijke heer)
- Dogi Rugani (de mondaine vrouw)
- Jan Verkoren (de agent)
- Han König (de grijsaard)
- Jeanne Verstraete (een hoer & huilende en snikkende vrouw)
- Corry van der Linden (de jonge vrouw)
- Paul van der Lek (de prediker)
- Jos van Turenhout (de echtgenoot)
- Wiesje Bouwmeester (de echtgenote & kreunende vrouw)
- Joke Hagelen (de moeder, een andere mondaine vrouw & eigenaresse van de hond)
- Fé Sciarone (de zottin)
- Piet Ekel & Cees van Ooyen (agenten)
- Coen Pronk (een man)
- Maria Lindes (een vrouw)
- Harry Bronk (student & straatjongen)

## Inhoud
Ergens in het begin van het spel zegt een professor tot zijn studenten: “Het is altijd zeer belangrijk het woordgebruik scherp te omlijnen, de taal te wurgen tot zij de juiste betekenis uitbraakt.” Ogenschijnlijk lijkt het of de auteur zich in het geheel niet houdt aan deze wijze les om dat woordgebruik scherp te omlijnen. In een reeks sterk wisselende beelden namelijk, die men het beste als een soort collage zou kunnen typeren, confronteert hij de luisteraar met de vele problemen waarmee de mensheid van vandaag te kampen heeft. In een moderne vorm opgediend zijn begrippen als oorlog, disharmonie, gebrek aan medemenselijkheid en problemen als die van de eenzaamheid, het elkaar niet willen verstaan, zo ongeveer de ondermijnende factoren voor een constante vrede in gezin, maatschappij en wereldgemeenschap. “Nog nimmer in  de geschiedenis,” zo zegt de professor, “heeft de menselijke soort uit eigen beweging en met eigen handen zo hartstochtelijk gewerkt aan haar eigen ondergang.” En midden tussen al dit menselijk tumult, de chaos van deze tijd, smeekt de prediker, als een eenzame, God om erbarmen voor een elkaar niet begrijpende mensheid…